# Голиков Іван Дмитрович
Іва́н Дми́трович Го́ликов (1883, Російська імперія — ?) — радянський діяч. Член ВЦВК. Член Центральної контрольної комісії ВКП(б) у 1925—1927 роках. 

## Життєпис
Працював робітником-зварювальником.
Член РСДРП(б) з 1917 року.
Учасник громадянської війни в Росії.
На 1925 рік — робітник-зварювальник заводу міста Царицина (згодом Сталінграда). Обирався членом Сталінградської губернської контрольної комісії ВКП(б) та депутатом Сталінградської міської ради.
Подальша доля невідома.